# 2014-es közgyűlési választás Nógrád megyében
A 2014-es megyei közgyűlési választásokat október 12-én bonyolították le, az általános önkormányzati választások részeként.
Nógrád megyében a szavazásra jogosultak bő többsége, több mint hetvenezer ember ment el szavazni. A szavazók hat lista jelöltjei közül választhattak.
A választásokat a Fidesz-KDNP nyerte meg – kilenc képviselőjük kényelmes többséget jelentett a tizenöt fős közgyűlésben. Második lett a Jobbik, harmadik az MSZP, a DK pedig a negyedik helyen végzett. A Munkáspárt és az Együtt nem jutott be a közgyűlésbe.
A közgyűlés új elnöke Skuczi Nándor Tibor, a Fidesz-KDNP listavezetője lett.

## A választás rendszere
A megyei közgyűlési választásokat az országosan megrendezett általános önkormányzati választások részeként tartották meg. A szavazók a településük polgármesterére és a helyi képviselőkre is ekkor adhatták le a szavazataikat. A választásokat 2014. október 12-én, vasárnap bonyolították le.
A választás rendszerének alapját a 2010-ben elfogadott módosítások jelentették.
A közgyűlési választásokon a megye azon polgárai vehettek részt akik nem megyei jogú városban laktak. A választók egy választókerületbe tartoztak, ahol listákra szavazhattak. A szavazatokat arányosan osztották el az érvényes szavazatok 5%-át – közös lista esetén 10/15%-át – elérő szervezetek között.
2014-ben a 2010-es választásokhoz képest két lényeges változás lépett érvénybe: egyrészt a képviselőket öt évre választották (a korábbi négy helyett), másrészt az ajánlások számát 0,5%-ra mérsékelték (a korábbi 1%-ról).

### Választókerület
Nógrád megyében a közgyűlés létszáma 15 fő. (A megyei közgyűlések létszáma a megye egészének lakosságszámához igazodik. 2014-ben Nógrád megyének 203 ezer lakója volt.)
Salgótarján mint megyei jogú város nem tartozott a megye joghatósága alá, így polgárai nem is szavazhattak a megye önkormányzatának összetételéről.
A közgyűlést a megye 125 községének és öt városának polgárai választhatták meg.
A választópolgárok száma 134 ezer volt. A polgárok harmada ezer fő alatti községekben élt, negyedrészük pedig ötezer főnél nagyobb városokban lakott.
A legkevesebb választó a megye közepén található Garábon lakott (44 polgár), a legtöbb pedig Balassagyarmaton élt (13 228 polgár).
|                            | Település | Lakó    | Megyei képviselő |
| -------------------------- | --------- | ------- | ---------------- |
| Közgyűlési választókerület | 130       | 165 422 | 15               |
| Megyei jogú város          | 1         | 36 497  | -                |
| Összesen                   | 131       | 201 919 | 15               |

| Településméret | Település | Választó- jogosult | Megjegyzés                    |
| -------------- | --------- | ------------------ | ----------------------------- |
| 1 – 100        | 3         | 213                | Garáb, Debercsény, Kutasó     |
| 101 – 1 000    | 89        | 45 791             | legkisebb: Bokor (115 polgár) |
| 1 001 – 5 000  | 34        | 51 709             | közülük város: Rétság         |
| 5 001 – 10 000 | 2         | 12 911             | Szécsény, Pásztó              |
| 10 000 fölött  | 2         | 23 854             | Bátonyterenye, Balassagyarmat |
| Összesen       | 130       | 134 478            |                               |

## Jelöltállítás
Hét listán összesen 133 jelölt szállt versenybe a kiosztható 15 képviselői helyért.

### Listák
Az előző közgyűlés pártjai közül FIDESZ és a KDNP közös listát, míg az MSZP illetve a Jobbik önálló listát állított. A Munkáspárt – mint az elmúlt évtizedekben mindig – szintén rajtvonalhoz állt. Először mérettette meg magát a DK és az Együtt.
Önálló lista állításához 675, közös lista állításához 2 000 választópolgár ajánlásának összegyűjtésére volt szükség. (A választásra jogosultak 0,5, ill. 1%-a - utóbbi esetben legalább 2000 fő.)
A legkevesebb jelölttel a Együtt vágott neki a választásnak (6 fő). A középmezőnyben a Jobbik és a DK (15-15 fő), az MSZP (23 fő) és a Munkáspárt (32 fő) foglalt helyet, míg legtöbb jelölt a FIDESZ-KDNP listáján szerepelt (42 fő).
| Lista   | Lista       | Lista   | Szervezet   | Szervezet                         | Szervezet   | Szervezet   | Jelöltek száma |
| #.      | neve        | típusa  |             | neve                              | jellege     | hatóköre    | Jelöltek száma |
| ------- | ----------- | ------- | ----------- | --------------------------------- | ----------- | ----------- | -------------- |
| 1.      | Együtt      | önálló  |             | Együtt - A korszakváltók pártja   | párt        | országos    | 6              |
| 2.      | Jobbik      | önálló  |             | Jobbik Magyarországért Mozgalom   | párt        | országos    | 15             |
| 3.      | MSZP        | önálló  |             | Magyar Szocialista Párt           | párt        | országos    | 23             |
| 4.      | Fidesz–KDNP | közös   |             | Fidesz – Magyar Polgári Szövetség | párt        | országos    | 42             |
| 4.      | Fidesz–KDNP | közös   |             | Kereszténydemokrata Néppárt       | párt        | országos    | 42             |
| 5.      | DK          | önálló  |             | Demokratikus Koalíció             | párt        | országos    | 15             |
| 6.      | Munkáspárt  | önálló  |             | Magyar Munkáspárt                 | párt        | országos    | 32             |
| 6 lista | 6 lista     | 6 lista | 7 szervezet | 7 szervezet                       | 7 szervezet | 7 szervezet | 133            |

### Jelöltek
| #  | Együtt           | Jobbik                   | MSZP                  | FIDESZ-KDNP             | DK                             | Munkáspárt                |
| -- | ---------------- | ------------------------ | --------------------- | ----------------------- | ------------------------------ | ------------------------- |
| #  |                  |                          |                       |                         |                                |                           |
| 1. | Macska Tamás     | Palotai Szilárd          | Boldvai László Róbert | Skuczi Nándor Tibor     | Szedlák Sándor                 | Dr. Frankfurter Zsuzsanna |
| 2. | Rácz Krisztián   | Gácsi Péter              | Borenszki Ervin       | Barna János Béla        | Dr. Egyed Ferndinánd           | Tőzsér Tibor              |
| 3. | Büki Zoltán Imre | Cseresznyés István       | Molnár Zoltán Gábor   | Percsina Norbert        | Zsédely Lajos János            | Juhász Gábor              |
| 4. | Oláh Krisztina   | Havasiné Molnár Erzsébet | Dr. Rozgonyi József   | Czagáné Tamás Tünde Éva | Garmaszegi Ferenc              | Dinnyés József            |
| 5. | Tahu Sándorné    | Hoffmann Pál Béla        | Mag Gyula             | Varga Béla Csaba        | Szenográdiné Csomai Ibolya Éva | Bacsa Gyula Attila        |

| További jelöltek 20-ig | További jelöltek 20-ig | További jelöltek 20-ig       | További jelöltek 20-ig           | További jelöltek 20-ig | További jelöltek 20-ig | További jelöltek 20-ig   | További jelöltek 20-ig |
| ---------------------- | ---------------------- | ---------------------------- | -------------------------------- | ---------------------- | ---------------------- | ------------------------ | ---------------------- |
| 6.                     | Gáspár József          | Gombkötő János               | Reviczki László                  | Gagyi Roland           | Kanyó Pálné            | Karmann János            |                        |
| 7.                     |                        | Dukony Zsolt                 | Majnlik László                   | Dudás Vilmos           | Bágyon Pál             | Mayer Lászlóné           |                        |
| 8.                     |                        | Gál Tibor                    | Lavajné Dóka Éva                 | Meló Ferenc            | Varga József           | Danisovszky Tiborné      |                        |
| 9.                     |                        | Kiss László                  | Dr. Sefőzőné Dr. Fábián Erzsébet | Bognár Ferenc          | Srancsik József László | Köllő István             |                        |
| 10.                    |                        | Szabados Róbert              | Molnár Katalin                   | Jónás Gábor            | Horváth Kálmán         | Godó Sándor              |                        |
| 11.                    |                        | Berze József Gáspár          | Radvánszky Judit                 | Lacsny Péter           | Dudás Ferenc           | Bencsik Gábor            |                        |
| 12.                    |                        | Siraky Ferencné              | Uramecz János Attila             | Szabó Csaba            | Andrási László         | Farók Richárd            |                        |
| 13.                    |                        | Szabó Péter                  | Baka János Zoltán                | Rákos Szabolcs         | Szegi Ibolya           | Balla Szabolcs           |                        |
| 14.                    |                        | Bucsokné Csuka Katalin Anita | Szabó Péter                      | Csank István Csaba     | Balogh Gyula           | Ternóczki Lajos          |                        |
| 15.                    |                        | Teknős Tamás                 | Majoros István                   | Varga Mihály           | László Róbert          | Bogár Zsolt              |                        |
| 16.                    |                        |                              | Szarvas Istvánné                 | Horvátth Dániel        |                        | Mayer László Szilveszter |                        |
| 17.                    |                        |                              | Baranyi János                    | Varga Krisztina Judit  |                        | Kollár István            |                        |
| 18.                    |                        |                              | Benkő Nikolett                   | Molnár Sándor          |                        | Kokavecz Jenő Miklós     |                        |
| 19.                    |                        |                              | Tatár Ferenc                     | Tisza Attila           |                        | Ivanics Mária Magdolna   |                        |
| 20.                    |                        |                              | Bálint István                    | Szepes Péter           |                        | Hegedűs Jánosné          |                        |

## A szavazás menete
A választást 2014. október 12-én, vasárnap bonyolították le. A választópolgárok reggel 6 órától kezdve adhatták le a szavazataikat, egészen a 19 órás urnazárásig.

### Részvétel
| A részvételi adatok napközbeni alakulása | A részvételi adatok napközbeni alakulása | A részvételi adatok napközbeni alakulása | A részvételi adatok napközbeni alakulása | A részvételi adatok napközbeni alakulása |
| Időpont                                  | Szavazók                                 | Szavazók                                 | +/- 2010 óta (%p)                        | Legnagyobb/legkisebb részvétel           |
| Időpont                                  | db                                       | %                                        | +/- 2010 óta (%p)                        | Legnagyobb/legkisebb részvétel           |
| ---------------------------------------- | ---------------------------------------- | ---------------------------------------- | ---------------------------------------- | ---------------------------------------- |
| 7:00                                     | 2 008                                    | 2,21%                                    | 1,1                                      | Tereske 4,40% Garáb 0,00%                |
| 9:00                                     | 13 309                                   | 8,03%                                    | 0,44                                     | Hugyag 26,32% Szirák 2,23%               |
| 11:00                                    | 32 949                                   | 19,87%                                   | 0,54                                     | Horpács 44,08% Szirák 4,94%              |
| 13:00                                    | 42 091                                   | 28,57%                                   | 0,22                                     | Rákóczibánya 55,95% Szirák 8,70%         |
| 15:00                                    | 60 566                                   | 36,52%                                   | -0,67                                    | Cserhátszentiván 66,95% Szirák 13,40%    |
| 17:30                                    | 79 656                                   | 48,03%                                   | -0,59                                    | Kisbárkány 84,76% Szirák 23,76%          |
| 19:00                                    | 86 448                                   | 52,13%                                   | -0,98                                    | Kisbárkány 89,02% Szirák 27,14%          |

A 134 ezer szavazásra jogosult polgárból 74 ezer vett részt a választásokon (54%). Közülük több mint kétezren érvénytelenül szavaztak (3,2%).
|                                  |                                  |         | jogosultak arányában | szavazók arányában |
| -------------------------------- | -------------------------------- | ------- | -------------------- | ------------------ |
| Választójogosult                 | Választójogosult                 | 134 478 |                      |                    |
| Szavazó                          | Szavazó                          | 73 640  | 54,47%               |                    |
| érvényes szavazólap              | érvényes szavazólap              | 71 288  | 53,01%               | 96,80%             |
| érvénytelen / hiányzó szavazólap | érvénytelen / hiányzó szavazólap | 2 333   | 1,73%                | 3,16%              |
| Távolmaradó                      | Távolmaradó                      | 60 838  | 45,53%               |                    |

Küszöb
A közgyűlésbe jutáshoz szükséges szavazatszám az önálló listáknál 3 565, a közös listák esetében pedig 7 129 volt (az érvényes szavazatok 5, illetve 10%-a).

## Eredmény
A legtöbb szavazatot toronymagasan a FIDESZ-KDNP listája kapta (53%). Második helyen a Jobbik végzett (21%), az MSZP harmadik lett (15%). Először jutott képviselői helyhez a DK (5,4%).
A Munkáspárt (2,8%) és az Együtt (2,3%) nem érte el a közgyűlési képviselethez szükséges 5%-os határt.
| Lista    | Lista       | Sorrend | Érvényes szavazat | Érvényes szavazat | Küszöb | Képviselők | Képviselők |
| -------- | ----------- | ------- | ----------------- | ----------------- | ------ | ---------- | ---------- |
|          | Fidesz-KDNP | 1.      | 38 089            | 53,43%            | ✓      | 9          | 60,00%     |
|          | Jobbik      | 2.      | 15 049            | 21,11%            | ✓      | 3          | 20,00%     |
|          | MSZP        | 3.      | 10 674            | 14,97%            | ✓      | 2          | 13,33%     |
|          | DK          | 4.      | 3 821             | 5,36%             | ✓      | 1          | 6,67%      |
|          | Munkáspárt  | 5.      | 1 993             | 2,80%             | ✗      | 0          |            |
|          | Együtt      | 6.      | 1 662             | 2,33%             | ✗      | 0          |            |
| Összesen | Összesen    |         | 71 288            |                   |        | 15         |            |

## Az új közgyűlés
| #  | FIDESZ-KDNP             | Jobbik                   | MSZP                  | DK                  |
| -- | ----------------------- | ------------------------ | --------------------- | ------------------- |
| #  |                         |                          |                       |                     |
| 1. | Skuczi Nándor Tibor     | Havasiné Molnár Erzsébet | Boldvai László Róbert | Dr. Egyed Ferdinánd |
| 2. | Barna János Béla        | Gácsi Péter              | Borenszki Ervin       |                     |
| 3. | Percsina Norbert        | Cseresznyés István       |                       |                     |
| 4. | Czagáné Tamás Tünde Éva |                          |                       |                     |
| 5. | Varga Béla Csaba        |                          |                       |                     |
| 6. | Gagyi Roland            |                          |                       |                     |
| 7. | Dudás Vilmos            |                          |                       |                     |
| 8. | Meló Ferenc             |                          |                       |                     |
| 9. | Bognár Ferenc           |                          |                       |                     |

Az új közgyűlés alakuló ülésén, október 22-én Skuczi Nándor Tibort, a FIDESZ-KDNP listavezetőjét választotta meg elnökének, 9 igen, 2 nem és 4 tartózkodó szavazattal. Alelnök Barna János Béla 11 igen, 1 nem és 2 tartózkodó szavazattal.